# 코마이누
코마이누(일본어: 狛犬/高麗犬, こまいぬ) 또는 고려견(高麗犬, '고구려의 개'라는 뜻)은 일본의 신사나 사원의 입구 양옆 또는 본당 정면 양 옆에 한 쌍으로 놓아두는 짐승상으로, 사자 또는 개를 표현한 상상의 생물을 조각한 것이다.
동양에서는 전설의 생물이었던 "사자"가 아스카 시대에 고구려부터 전해진 것이 그 유래다. 원래는 좌우 사자상에 차이가 없었지만, 헤이안 시대 때부터 한쪽은 뿔이 있게, 한쪽은 뿔이 없게 만들기 시작했고, 뿔이 있는 쪽을 코마이누, 뿔이 없는 쪽을 사자라고 불렀다. 오늘날의 통칭으로는 이 한 쌍의 짐승상을 아울러 코마이누라고 부른다.

## 같이 보기
- 타이완 신궁 - 현재도 '고려견/코마이누'를 '狛犬'가 아닌 '高麗犬'이라고 제대로 표기하고 있다
- 고마 신사(고구려 신사)
- 다마야마 신사(단군 신사)
- 구다라오 신사(백제왕 신사)